# قثم بن العباس
قثم بن العباس بن عبد المطلب، ابن عم النبي ﷺ، كان أشبه الناس برسول الله، تولى نيابة مكة في أيام علي، وشهد فتح سمرقند فاستشهد ودفن بها، وما زال ضريحه قائما فيها.و يقال أنه أحدث الناس عهدا بالرسول.

## ذكره في حديث
أخرجه البخاري في "تاريخه" ٧ / ١٩٤، وأحمد ١ / ٢٠٥ من طريق روح بن عبادة، أخبرنا ابن جريج، أخبرني جعفر بن خالد بن سارة المخزومي، أن أباه أخبره أن عبد الله بن جعفر قال: لو رأيتني، وقثما، وعبيد الله بن عباس نلعب، إذ مر بنا النبي صلى الله عليه وسلم على دابته، فقال: ارفعوا هذا إلي، فحملني أمامه، وقال لقثم: ارفعوا هذا إلي، فحمله وراءه ... ورجاله ثقات

## اقرأ كذلك
- شاه زنده